# Grand Prix-seizoen 1923
Het Grand Prix-seizoen 1923 was het eerste Grand Prix-jaar waarin ook de Indianapolis 500 als een Grande Épreuve werd gezien, maar deze race maakte al sinds de eerste editie in 1911 deel uit van de andere races. Het seizoen begon op 15 april en eindigde op 25 november na drie Grandes Épreuves en acht andere races.

## Kalender

### Grandes Épreuves
| Ronde | Datum       | Grand Prix       | Circuit      | Winnaar        | Constructeur  | Verslag |
| ----- | ----------- | ---------------- | ------------ | -------------- | ------------- | ------- |
| 1     | 30 mei      | Indianapolis 500 | Indianapolis | Tommy Milton   | H.C.S. Miller | verslag |
| 2     | 15 juli     | Frankrijk        | Tours        | Henry Segrave  | Sunbeam       | verslag |
| 3     | 9 september | Italië/Europa    | Monza        | Carlo Salamano | Fiat          | verslag |

### Andere races
| Datum       | Land   | Racenaam                     | Circuit         | Winnaar             | Constructeur   | Verslag |
| ----------- | ------ | ---------------------------- | --------------- | ------------------- | -------------- | ------- |
| 15 april    | Italië | Targa Florio                 | Madonie         | Ugo Sivocci         | Alfa Romeo     | verslag |
| 6 mei       | Italië | Cremona Circuit              | Cremona         | Antonio Ascari      | Alfa Romeo     | verslag |
| 10 juni     | Italië | Mugello Circuit              | Mugello         | Gastone Brilli-Peri | Steyr          | verslag |
| 17 juni     | Italië | Savio Circuit                | Ravenna         | Enzo Ferrari        | Alfa Romeo     | verslag |
| 25 juli     | Spanje | Grand Prix van San Sebastián | Lasarte         | Albert Guyot        | Rolland-Pilain | verslag |
| 26 augustus | Italië | Coppa Montenero              | Montenero       | Mario Razzauti      | Ansaldo        | verslag |
| 28 oktober  | Spanje | Grand Prix van Spanje        | Sitges Terramar | Albert Divo         | Sunbeam        | verslag |
| 25 november | Italië | Garda Circuit                | Salò            | Guido Meregalli     | Diatto         | verslag |

1894 · 1895 · 1896 · 1897 · 1898 · 1899 · 1900 · 1901 · 1902 · 1903 · 1904 · 1905 · 1906 · 1907 · 1908 · 1909 · 1910 · 1911 · 1912 · 1913 · 1914 · 1915 · 1916 · Eerste Wereldoorlog · 1919 · 1920 · 1921 · 1922 · 1923 · 1924 · 1925 · 1926 · 1927 · 1928 · 1929 · 1930 · 1931 · 1932 · 1933 · 1934 · 1935 · 1936 · 1937 · 1938 · 1939 · 1940-1945 (Tweede Wereldoorlog) · 1946 · 1947 · 1948 · 1949 
 Lijst van Grand Prix-wedstrijden voor 1950